# Václav Jan Seidan
Václav Jan Seidan, také jen Václav Seidan, německy Wenzel Johann Seidan nebo Wenzel Saidan (14. května 1817 Praha – 29. března 1870 Vídeň) byl český rytec a medailér, činný ve Vídni a v Praze.

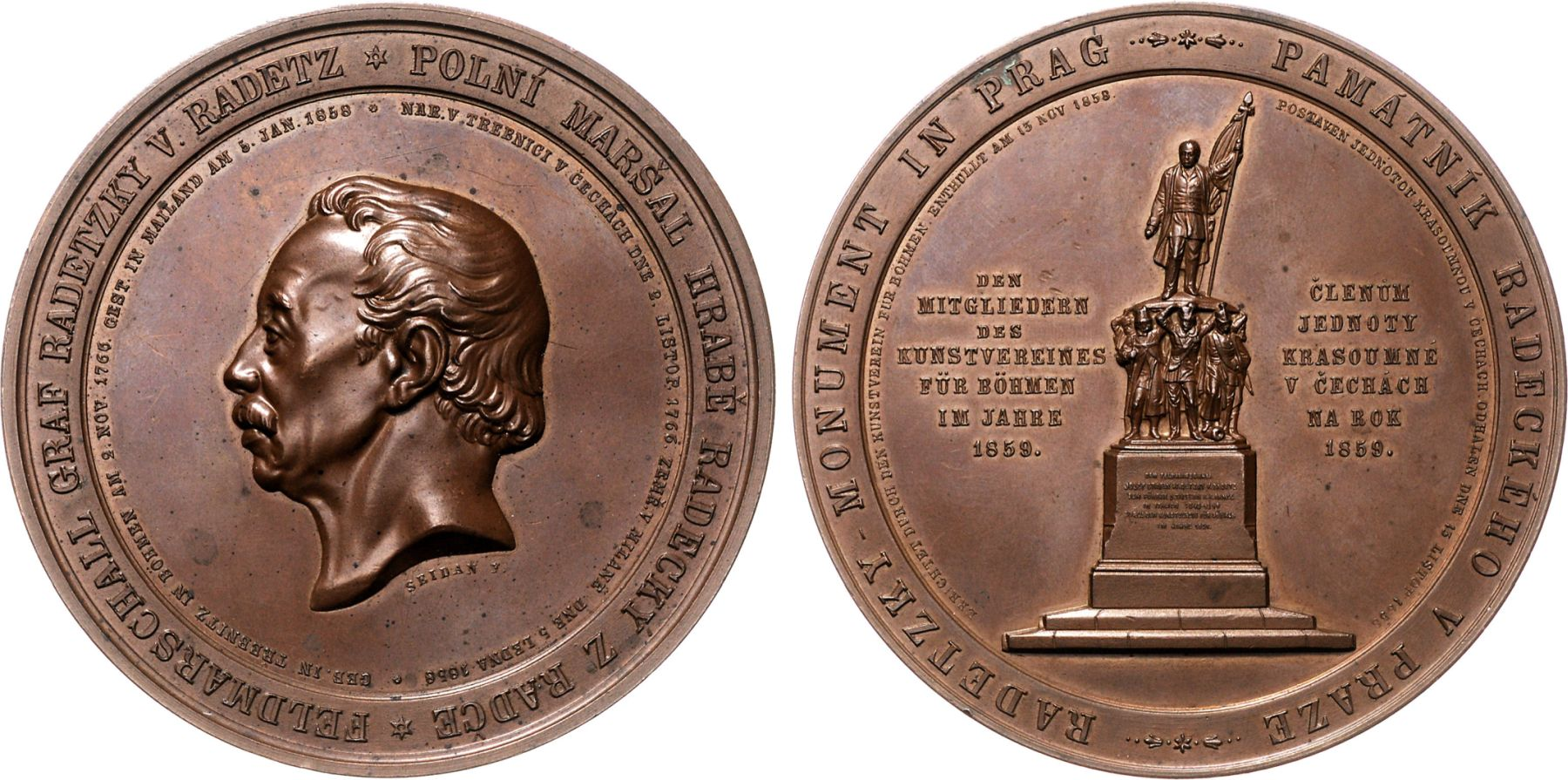
Medaile na odhalení pomníku J. V. Radeckého v Praze; bronz, Václav Seidan; prémie Krasoumné jednoty z roku 1859

## Život
Narodil se v Praze na Starém Městě jako třetí z osmi synů rytce Antonína Seidana a jeho manželky Barbory. Vyučil se rytectví v otcově dílně a v letech 1831–1835 pokračoval studiem malířství u Františka Waldherra, dále ho otec poslal do Vídně, kde v letech 1837–1841 studoval modelování na Uměleckoprůmyslové škole. V roce 1839 otec Antonín Seidan zemřel a matka s osmi nezaopatřenými dětmi již nemohla Václava podporovat ve studiu.
Václav Seidan se již v roce 1841 proslavil svou první medailí na oslavu vítězství arcivévody Fridricha Ferdinanda u Saidy. Za ni mu císař Ferdinand I. udělil stipendium. Pokračoval tedy ve studiu a na jaře 1845 odjel na studijní cestu do Itálie. Cestoval přes Benátky do Florencie, poté do Říma a odtud do Neapole, poznával města na Sicílii, navštěvoval veřejné umělecké sbírky a posílal do Vídně ukázky svých prací. V roce 1847 dvě medaile s nápisem Ars non Armes 1681 předložil římským nazarénům, Petru Corneliovi a Fridrichu Overbeckovi. Císař Ferdinand I. mu poslal další podporu o výši 1000 zlatých a pruský král Fridrich Vilém IV. mu udělil záslužnou medaili za umění a vědu.
V roce 1847 Seidan z Říma odcestoval do Paříže, kde pokračoval ve studiu umění. Tam na popud ředitele pražské Akademie Christiana Rubena přijal zakázku na medaili k oslavě 500. výročí pražské univerzity. Práci v únoru 1848 přerušila revoluce, takže byl nucen s přítelem, malířem Karlem Rahlem (1812–1865) opustit Paříž a odjet do Vídně a poté do Prahy s úmyslem usadit se zde, ale nenašel dostatek zakázek, proto se roku 1850 přestěhoval do Vídně a zůstal tam až do své smrti. Uvědomil si, že předbřeznová doba s bohatými milovníky a mecenáši umění skončila.
Proto většinou pracoval na objednávkách císařského dvora u vídeňské státní mincovny. Vytvořil přes 160 pamětních medailí, z nichž některé byly mimořádně úspěšné. Méně se věnoval mincím a svátostkám. Kromě ryteckých prací představil dva technické vynálezy.

## Dílo

### Pamětní medaile (výběr)
- 1840: „K 700. výročí založení Strahovského kláštera“;
- 1848: „K oslavě pětistého výročí založení pražské univerzity“; „Chorvatskému bánovi a hraběti Jelačićovi jménem Slovanské lípy“; „K udělení ústavy císařem Ferdinandem I. “
- 1849: „K bitvě u Témešváru“ – „K hrdinské smrti generála Heinricha Hentziho von Arthurm“; „Císař František Josef na památku hrdinů padlých 21. května 1849“
- 1850: „Na smrt hraběte Štěpána Széchenyiho“;
- 1851: „O otevření železnice z Prahy do Drážďan“;
- 1852: „Na smrt básníka Jána Kollára“; „K příjezdu císaře Františka Josefa I. do Prahy“;
- 1853: „Na záchranu císaře Františka Josefa I. před atentátem“; „K oslavě stého výročí Orientální akademie ve Vídni“; „K cestě císaře Františka Josefa po Čechách“; „K dokončení štítu katedrály sv. Štěpána ve Vídni“; „K obnovení sousoší sv. Norberta, Václava a Zikmunda na Karlově mostě“;
- 1854: „Svatební medaile císaře Františka Josefa I. a Alžběty Bavorské“;
- 1855: „Odměna Spolku pro ochranu zvířat v Čechách“
- 1857: „K rozšíření města Vídně“; – „K založení řádu císařovny Marie Terezie“;
- 1858: „K narození korunního prince Rudolfa“;
- 1859: „K instalaci vyšehradského probošta Vojtěcha Ruffera“; „Prémie Krasoumné jednoty k slavnostni odhalení pomníku J. V. Radeckého v Praze“; „Medaile ocenění za zemědělskou a obchodní výstavu g. J. ve Vídni“; Ke stému výročí narození Fridricha Schillera:
- 1860: „K oslavě pětistého výročí společnosti pražských ostrostřelců“; „K sedmdesátinám strahovského opata Jeronýma Zeidlera“
- 1861: „Na počest Františka Palackého“;[4] „K úmrtí Pavla Josefa Šafaříka“; „K úmrtí Václava Hanky“; „K úmrtí srbského patriarchy Josifa Rajačiće“; „K zahájení rakouské říšské rady“;
- 1862 „K odhalení pamětní desky na rodném domě Karla Havlíčka Borovského v Borové“; „Na počest Alberta Emanuela Edmunda šlechtice Graffenrieda“; „K sjezdu německých přírodovědců a lékařů v Karlových Varech“;
- 1863: „Na počest básníka Františka Jaromíra Rubeše“; „K posvěcení chrámu sv. Cyrila a Metoděje v Karlíně“; „Ke schůzi německých knížat ve Frankfurtu nad Mohanem“;
- 1864: „K sjednocení knížectví Šlesvicka a Holštýnska“;
- 1865: „K vydání císařského patentu z 30. září 1865“; „Na počest jágerského arcibiskupa Bély Bartakovicse z Erlau“; K prvnímu setkání maďarských přírodovědců a lékařů v Prešpurku“;
- 1866: „K druhému setkání maďarských přírodovědců a lékařů v Rimavské Sobotě“;
- 1867: „Ke změně vlády v Černé Hoře“; „K 80. narozeninám přírodovědce Jana Evangelisty Purkyně“;[5] „K 600. výročí založení města Vysokého Mýta“; „Na korunovaci císaře Františka Josefa uherským králem“
- 1868: „K položení základního kamene Národního divadla v Praze“;
- 1869: „K odhalení pomníku Boženy Němcové na Vyšehradském hřbitově“; „K odhalení pomníku prvního starosty Sokola Jindřicha Fügnera na Olšanech“;
- 1872: „K svěcení praporu hasičského sboru v Záhřebu 8. a 9. září 1872“; „K sjezdu maďarských přírodovědců a lékařů v Mehadii“; posmrtně vydané starší návrhy; již bez portrétů, drobná figura v nekvalitním provedení, jde o práce jeho dcery Karolíny; roku 1869 Seidanovi ochrnula pravá ruka, nemohl pracovat.

Kromě medailí uvedených v tomto seznamu existují další pamětní mince, medaile a svátostky (oválné se svatými patrony, například 1859: sv. Norberta na Strahově, sv. Benedikta v Břevnově).

### Technické vynálezy
- Smaltované vývěsní cedule
- Nápisové vývěsní cedule s tlačenými pohyblivými písmeny - oceněny na Světové výstavě v Londýně (1862) a na mezinárodní výstavě v Paříži (1867)[6]